# Erwan le maudit
Erwan le maudit est un roman de Michel Honaker publié dans la collection « Cascade Pluriel » chez Rageot éditeur en février 1996
.